# Quận Yamhill, Oregon
Quận Yamhill là một quận nằm trong tiểu bang Oregon. Theo sách Địa danh Oregon, nguồn gốc tên của quận thì không rõ lắm nhưng có lẽ là từ tên mà một người khai phá đặt cho một bộ lạc người bản thổ Mỹ địa phương, đó là bộ lạc Yamhill thành viên của bộ tộc người Bắc Kalapuya. Năm 2004, dân số của quận được ước tính là 90.723, tăng từ 84.992 trong lần điều tra dân số năm 2000.  Quận lỵ đặt tại McMinnville.

## Địa lý
Theo Cục điều tra dân số Hoa Kỳ, quận có tổng diện tích là 718 dặm vuông (1.861 km²) trong đó đất chiếm 716 dặm vuông (1.853 km²) và nước chiếm 7 km² (3 dặm vuông) hay 0.39%.
Núi cao nhất quận là Núi Trask ở gốc tây bắc quận.

## Các quận giáp ranh
- Quận Clackamas, Oregon - (đông)
- Quận Marion, Oregon -  (đông nam)
- Quận Polk, Oregon -  (nam)
- Quận Tillamook, Oregon - (tây)
- Quận Washington, Oregon - (bắc)

## Lịch sử
Những dân định cư xa xưa nhất được biết sống trong khu vực này là người bản thổ Mỹ Yamhill đã sống trong khu vực này trên 8000 năm.  Họ là một trong các bộ lạc được hợp lại thành Cộng đồng các bộ lạc thống nhất Grand Ronde, Oregon. Năm 1857 họ bị buộc di cư đến Khu dành riêng cho người bản thổ Grand Ronde được thành lập tại Dãy núi Duyên hải Oregon hai năm trước đó.
Những người định cư xa xưa nhất không phải người bản thổ là các công nhân của nhiều công ty buôn da thú khác nhau hoạt động trong Xứ Oregon.  Những người này bắt đầu định cư tại đó vào năm 1814.  Nhưng chính việc thiết lập Đường mòn Oregon đã khởi sự việc di dân đáng kể đến khu vực này.
Quận Yamhill được thành lập ngày 5 tháng 7 năm 1843, 5 năm trước khi Lãnh thổ Oregon được thành lập. Nó là một trong bốn địa khu ban đầu được Lập pháp Lâm thời Oregon đầu tiên của Oregon thành lập cùng với Twality (sau này là Washington), Clackamas và Champooick (sau này là Marion).  Địa khu ban đầu có tổng diện tích trên 12.000 dặm vuông (31.079 km²), một khu vực rộng lớn mà đã bị tách ra thành 12 quận như hiện nay.
Lafayette, trung tâm mậu dịch chính ở phía tây của Thung lũng Willamette, được đặt thành quận lỵ năm 1847. Chính quyền quận sau đó (1889) dời về McMinnville là nơi quận lỵ vẫn còn đến ngày nay.
Căn cứ Không quân Núi Hebo là một cơ sở phòng không thời Chiến tranh Lạnh từ năm 1956 đến 1980.

## Các cộng đồng

### Các thành phố hợp nhất
- Amity
- Carlton
- Dayton
- Dundee
- Lafayette
- McMinnville
- Newberg
- Sheridan
- Willamina (trên ranh giới quận Polk-Yamhill)
- Yamhill

### Các cộng đồng chưa hợp nhất
- Bellevue
- Cove Orchard
- Dellwood
- Dewey
- Eola Village
- Gopher
- Hopewell
- Keona
- Lunnville
- Midway
- Orchard View
- Pleasantdale
- Rex
- Riverside
- Saint Joseph
- Springbrook (khu vực nằm trong phần phía đông của thành phố Newberg)
- Sunnycrest
- Unionvale
- Wapato
- Wheatland
- Whiteson

#### Những khu định cư khác
- Grand Island
- Cộng đồng các bộ lạc thống nhất Grand Ronde, Oregon
- Shipley